# Avoine, Orne

Avoine este o comună în departamentul Orne, Franța. În 1 ianuarie 2022 avea o populație de 217 de locuitori.